# Universitat de Londres
La Universitat de Londres (en anglès: University of London) és una cèlebre institució d'educació superior amb seu en la capital britànica. No és una universitat tradicional sinó una federació voluntària de 19 col·legis universitaris totalment independents en l'àmbit acadèmic i administratiu, els quals al seu torn col·laboren de manera proporcional en el pressupost del sistema i en el sosteniment d'onze instituts. La universitat és la tercera més antiga d'Anglaterra i va néixer en 1826 per a donar educació a aquells anglesos que per motius religiosos no podien assistir a la Universitat d'Oxford o a la Universitat de Cambridge, les quals només admetien alumnes anglicans a principis del segle xix. En el Rànquing de Xangai de 2021 estava classificada la 17a del mon.
La Universitat de Londres es va configurar inicialment com una junta d'examen per a col·legis afiliats, el 1878 es va convertir en la primera universitat al Regne Unit a admetre dones en igualtat de drets als homes, i es va reconfigurar com a universitat d'ensenyament per a Londres, amb molts col·legis de Londres convertint-se en escoles de la universitat el 1900, i per a 1908 s'havia convertit en la universitat més gran del país. Des de la dècada de 1990 té una tendència a una autonomia molt més gran per als seus col·legis. Actualment compta amb uns 35.000 alumnes, la meitat d'ells de fora del Regne Unit.

## Col·legis
Els 19 col·legis que formen la Universitat de Londres són els següents:
- Birkbeck College (BBK)
- Central School of Speech and Drama (CSSD)
- Courtland Institute of Art
- Goldsmiths College (GUL)
- Heythrop College (HEY)
- The Institute of Cancer Research (ICR)
- Institute of Education (IOE)
- King's College de Londres (KCL)
- London Business School (LBS)
- London School of Economics (LSE)
- London School of Hygiene and Tropical Medicine (LSHTM)
- Queen Mary College (QMUL)
- Royal Academy of Music (RAM)
- Royal Holloway (RHUL)
- The Royal Veterinary College (RVC)
- St George's College (SGUL)
- The School of Oriental and African Studies (SOAS)
- University College London (UCL)
- University of London Institute in Paris (ULIP)